# بيدبورغ
بيدبورغ ي مدينة في ولاية شمال الراين-فيستفالن في غرب ألمانيا. يبلغ عدد سكانها حوالي 25,000 نسمة.

## توأمة
لبيدبورغ اتفاقيات توأمة مع:
- فتشاو